# Peter Kunter
Peter Kunter (født 28. april 1941 i Berlin, død 18. marts 2024) var en tysk fodboldspiller (målmand).
Kunter startede sin karriere hos Freiburger FC, og skiftede i 1965 til Eintracht Frankfurt, hvor han spillede resten af sin karriere. Her var han med til at vinde to udgaver af DFB-Pokalen, i henholdsvis 1974 og 1975.

## Titler
DFB-Pokal
- 1974 og 1975 med Eintracht Frankfurt